# Ricky Bruch
Björn Rickard Bruch (uttal: /brux/), känd som Ricky Bruch, född 2 juli 1946 i Örgryte i Göteborg, död 30 maj 2011 i Ystad, var en svensk friidrottare, huvudsakligen verksam i diskus och kulstötning. Bruch tillhörde världseliten i diskus från slutet av 1960-talet till mitten av 1970-talet. Hans mest framgångsrika år var 1972, då han både tangerade världsrekordet och erövrade bronsmedalj i OS i München. Han slog det svenska rekordet 15 gånger.
Det personliga rekordet på 71,26 m (satt 1984) är internationellt den trettonde bästa noteringen genom tiderna. Bruch sa dock själv att han under karriären ägnade sig åt systematisk dopning, även om han aldrig blev ertappad (tidigt i karriären var de flesta preparat tillåtna).
Under tidiga år ägnade sig Bruch åt tyngdlyftning och styrkelyft samt under 1980-talet åt kroppsbyggning. Den frispråkige Bruch gjorde en del mindre filmroller. Han är begravd på Limhamns kyrkogård.

## Biografi

### Tidiga år
Ricky Bruch föddes 1946 i Örgryte i Göteborg. Han växte dock upp i Skåne och var länge bosatt i Malmö. Bruch bodde på senare år länge i Blentarp i södra Skåne. Han var son till textilingenjören och företagsledaren Bruno Bruch och Anneliese, ogift Christenson (född 1922).

### 1967–1968 (kula och diskus)
Bruch vann sitt första SM-tecken i diskus 1967 med resultatet 56,66 m. Den 30 mars 1968 satte han sitt första svenska rekord när han förbättrade Lars Haglunds fyra år gamla rekord från 59,95 m till 60,58 m. Härigenom blev Bruch också förste svensk över 60 meter. Under resten av 1968 års säsong förbättrade Bruch sitt rekord tre gånger: 61,76 m (15 april), 61,88 m (28 september) samt 61,98 m (3 oktober).
Den 3 maj 1968 slog Bruch Bengt Bendéus svenska rekord i kula och blev med resultatet 19,01 m först i Sverige över 19 meter. Den 31 maj förbättrade han sitt rekord till 19,30 m. Inomhus vann han 1969 SM-guld i kula på 18,66 m. 1969 slog han utomhus sitt svenska rekord två gånger. Första gången (13 maj) stötte han 19,34 m och andra gången (15 maj) 19,40 m. I juli förlorade han dock rekordet till Bengt Bendéus som åstadkom 19,87 m. År 1970 vann Bruch SM i kula med resultatet 18,68 m.

### 1969–1971 (världsnivå)
År 1969 fortsatte Bruch rekordförbättringarna i diskus. Den 15 maj kastade han 62,38 m, den 8 augusti 63,32 m, den 14 augusti 64,68 m. Den fjärde rekordförbättringen för året gjorde han 21 september med ett kast på 68,06 m, vilket innebar nytt Europarekord. Han vann även SM (61,44 m). Han var med vid EM i Aten, där han tog silver med ett kast på 61,08 m.

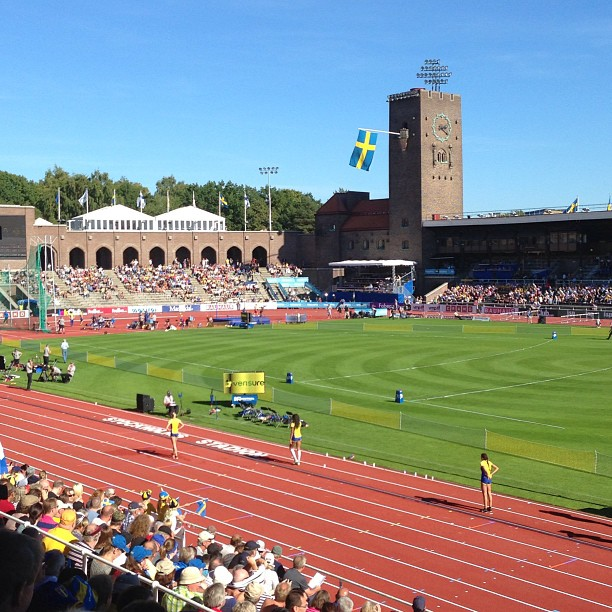
1972 tangerade Ricky Bruch världsrekordet i diskus på Stockholms stadion (bilden är från ett annat sammanhang).

År 1970 var ett mellanår, även om han vann SM igen, den här gången på 58,68 m.
Bruch deltog i inomhus-EM i kulstötning i Sofia 1971, där han tog brons. När utomhussäsongen började satte han 15 maj återigen svenskt rekord i diskus; den nya rekordnoteringen löd på 68,32 m. Under utomhussäsongen återtog han rekordet från Bendéus, tack vare en stöt på 19,93 m (30 augusti). Några dagar senare (4 september) blev han först i Sverige över 20 meter med en stöt på 20,04 m.

### 1972–1978 (på toppen och utför)
1972 lyckades Bruch till slut tangera Jay Silvesters världsrekord i diskus från 1968 på 68,40 m. Detta skedde vid DN-galan på Stockholms stadion den 5 juli, och Bruchs resultat innebar även en förbättring av hans eget Europarekord. Världsrekordet stod sig fram till 1975 m, då John van Reenen nådde 68,48 m.

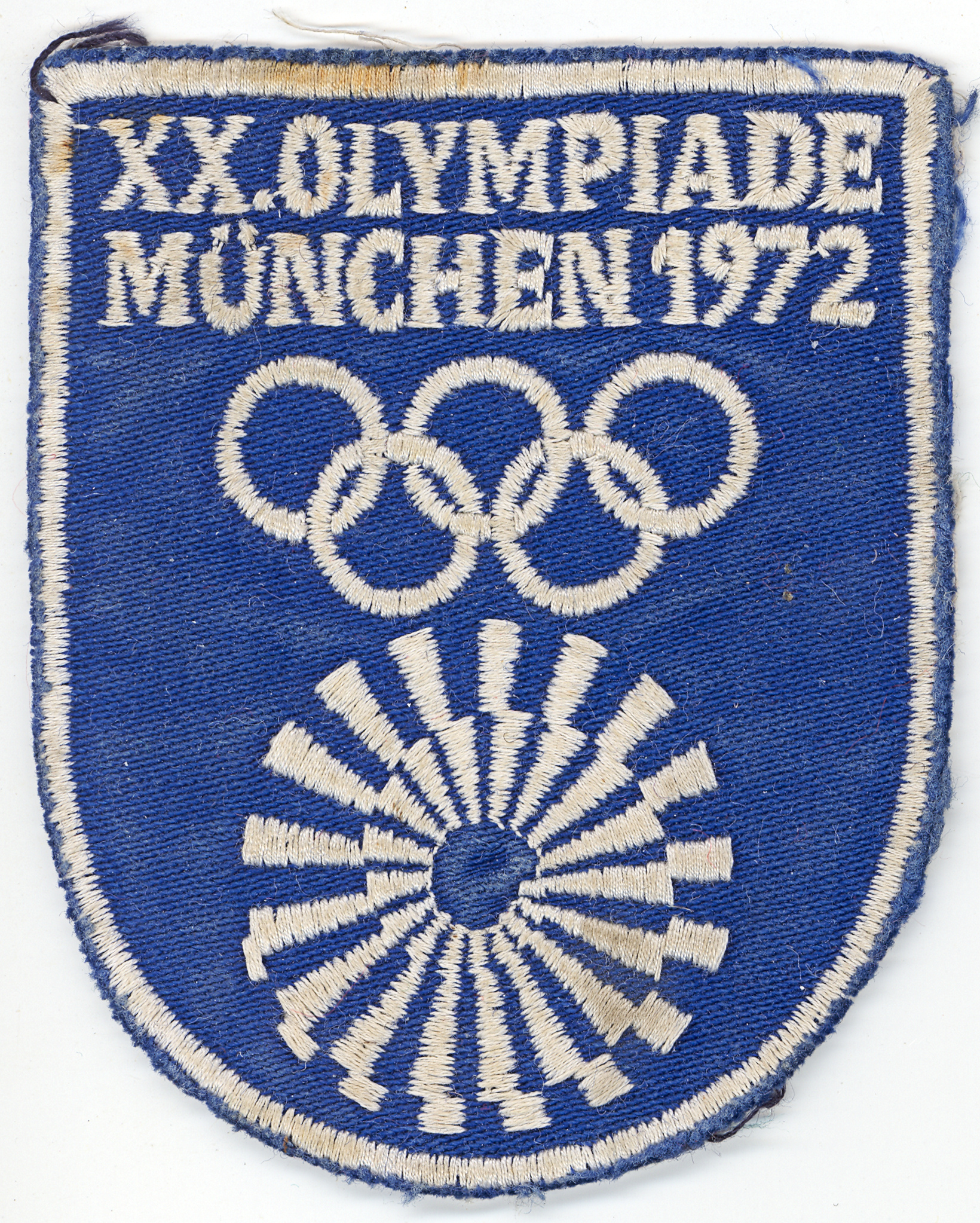
Ricky Bruch vann brons i diskus vid sommar-OS 1972.

Bruch var även med i OS 1972. Där erövrade han en bronsmedalj med ett kast på 63,40 m.
Bruch vann 1972 SM i kulstötning en andra gång. Segerresultatet blev 19,35 m. Under åren 1972 till 1978 vann Bruch SM i diskus varje år, med resultaten 64,40 m, 62,28 m, 63,84 m, 61,94 m, 58,98 m, 59,26 m och 58,52 m.
På senvintern 1973 kom Bruch femma i kula vid inomhus-EM i Rotterdam. När utomhussäsongen 1973 började förlorade Bruch tidigt sitt svenska rekord till Hans Höglund som den 27 maj förbättrade rekordet med en centimeter, till 20,05 m. Bruch tog omedelbart tillbaka rekordet den 7 juni med en stöt på 20,28 m. Tolv dagar senare (19 juni) återtog dock Höglund rekordet genom att stöta 20,60 m, och den här gången kunde inte Bruch replikera.
Vid EM i friidrott 1974 tog Bruch bronsmedalj i diskus med 62,00 m. Vid OS i Montréal 1976 missade han finalen och lämnade mästerskapet gråtande med en handduk för ansiktet.
Under 1970-talet tävlade Bruch även i stövelkastning. 1978 vann han SM i grenen med resultatet 39,83 meter. Redan tidigare (1976) hade han satt inofficiellt världsrekord med 44,51 meter och för detta noterats i Guinness rekordbok.

### 1980-talet (återkomsten)
Efter några tysta år åren kring 1980 kom han åter in i rampljuset runt 1983. Det året vann han sitt sista SM i diskus på 62,18 m. Under året deltog han även i VM i friidrott i Helsingfors, där han dock blev utslagen i kvalet.
38-åringen Bruch satsade dock vidare, med målet att ta sig till OS 1984. Han blev inte uttagen trots uppnådd kvalgräns men presterade toppresultat månaderna runt och efter OS, med flera kast över 70 meter. Denna del av Bruchs karriär beskrivs i Stefan Jarls dokumentär Själen är större än världen.
Vid Bruchs comeback 1984 slog han svenskt rekord i diskus fem gånger. Först förbättrade han det till 68,92 m och 69,10 m (12 juli). Sedan blev han först i Sverige över 70 meter med ett kast på 70,48 m (12 september). Sent på hösten slog han det svenska rekordet ytterligare två gånger – 71,00 den 14 oktober och 71,26 m den 15 november vid en tävling i Malmö. Det sistnämnda kastet stod sig som svenskt rekord ända till den 29 juni 2017, då Daniel Ståhl kastade 71,29 m vid en tävling på Sollentunavallen. Journalisten Kurt Lorén vid Dagens Nyheter som vid den tiden var Sveriges främste friidrottsexpert jämförde Bruchs prestationer som "en form av skuggboxning".
Under sin karriär var Bruch frispråkig och kontroversiell och bytte snabbt åsikter i olika sammanhang. Bitterheten över att inte blivit uttagen till OS i Los Angeles överfördes på friidrottsförbundet trots att det var Sveriges Olympiska Kommitté som i slutändan bestämde vilka idrottare som skulle nomineras. Det blev upprinnelsen till ett ordkrig mellan Bruch och förbundet som kulminerade sommaren därpå. I samband med SM-tävlingarna i Västerås 1985 hamnade Bruch i dispyt med dåvarande förbundskaptenen Anders Borgström. Palavern slutade med att Bruch gav Borgström en ordentlig örfil, varpå friidrottskarriären i praktiken var över.
Däremot slutade Bruch inte att kasta saker. År 1989, när han bodde i Lycke i gränslandet mellan Perstorps och Klippans kommuner, norr om Hyllstofta, satte han inofficiellt världsrekord i "kast med liten parabol". Efter att ha fått tillgång till en liten parabolantenn (på knappt 1 meters diameter) av en elektronikhandlare och butiksinnehavare i Perstorp, Arne Löfquist, kunde han inleda träning med redskapet. Slutligen genomfördes ett rekordförsök på Ybbarps IP i Perstorp i halvleken i seriespelet mellan hemmalaget Perstorps SK och Hjärnarps GIF, och noteringen 41,49 meter hamnade i Guinness rekordbok.
Under årens lopp tävlade Bruch för ett antal olika klubbar, inklusive Malmö AI (1968), IFK Helsingborg (1972–1976), Österhaninge IF, KA2 IF och IK Diskus.

### Livet efter friidrotten
Vid sidan av sin idrottskarriär och sitt stormiga privatliv syntes Bruch då och då både i TV och på film. År 1975 var han med i TV-programmet Superstars, där han bland annat kastade en medicinboll rätt över en gymnastiksal och in i väggen; därmed vann han grenen överlägset.

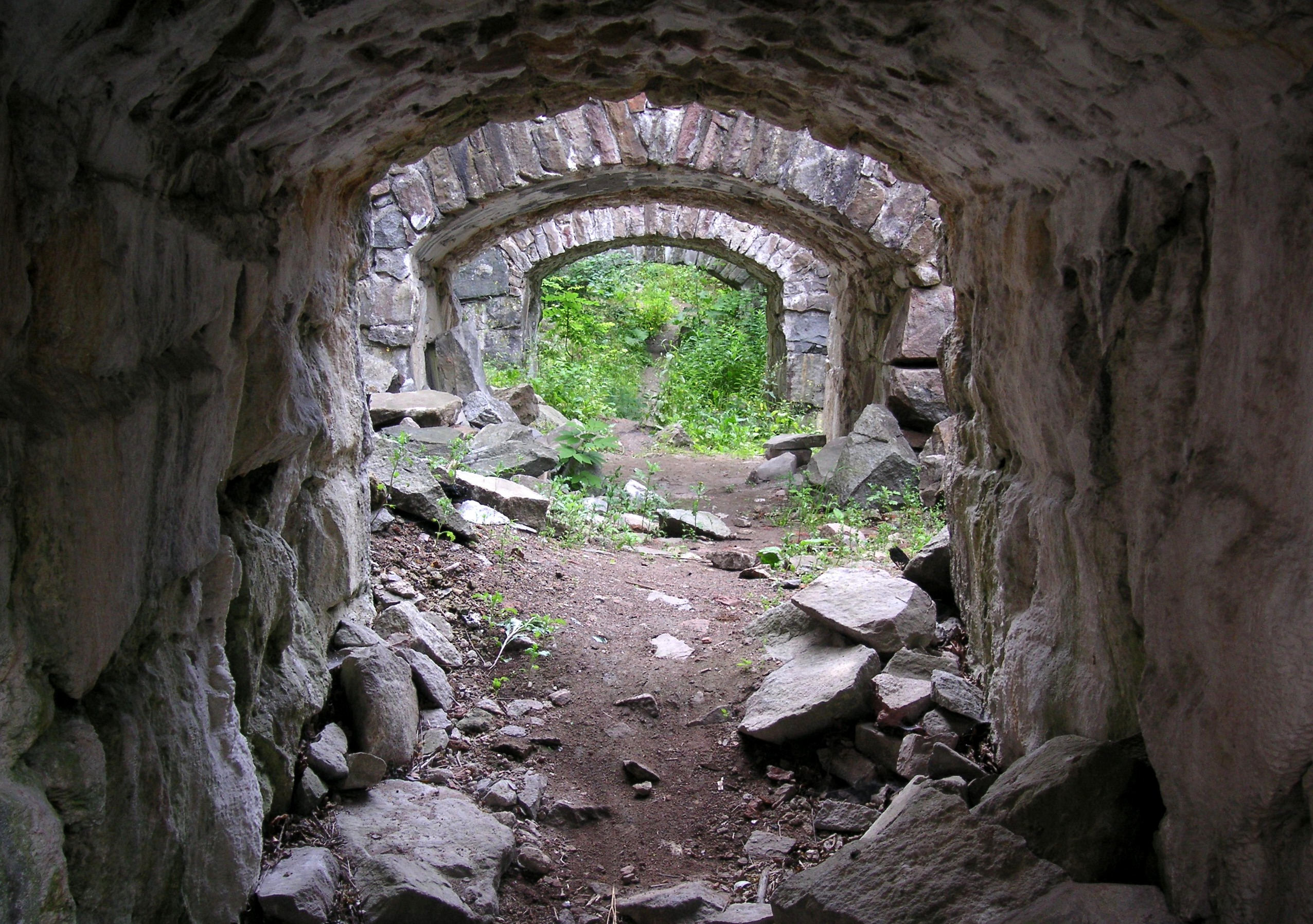
1984 spelade Ricky Bruch rövare i Ronja Rövardotter, en film som delvis spelades in i Haga slottsruin.

Bruch spelade även in filmer i den lättare genren, inklusive gladporr med Ole Søltoft. Hans filmdebut skedde 1974 i filmen Även änglar kan slå en rak höger. Han hade även en biroll som den store tyste rövaren Labbas i filmatiseringen av Ronja Rövardotter.
År 1971 släppte Bruch singeln "Baby Do Do"/"Mej fångar ingen brud" (PB-S 113) på Playback Records.
Självbiografin Gladiatorns kamp kom 1990 på förlaget RB Promotion. Diktsamlingen Själ och kropp: Dikter från 1975 samlar Bruchs poesi.
Bruch hade alltid åsikter och var inte rädd för att framföra dem; 1991 värvades han bland annat till Ny demokrati av Bert Karlsson. Ett av Bruchs mer sällsynta TV-framträdanden under senare år gjordes i en TV4-dokumentär juli 2005, där han uttalade sig i starka ordalag i olika ämnen.
Under våren året därpå gick han ut i massmedia och förklarade att han skulle bränna upp alla sina idrottspriser och träningsmateriel i ett stort bål, någonting som skapade viss uppmärksamhet. Han fick omedelbar respons från flera privata samlare och från några museer med idrottsanknytning. Rapporter säger att han söndagen den 7 maj 2006 till slut brände upp alltihop, inklusive videoband och diktsamlingar. Andra källor anger att det brända bara var en del av bohaget. I augusti 2011 (efter Bruchs död) bortauktionerades hans stora skivsamling på cirka 10 000 LP-skivor samt minnessaker och medaljer. Totalt inbringade auktionen cirka 70 000 kronor.
Den 30 maj 2011 avled Ricky Bruch av cancer i bukspottkörteln. Han är begravd på Limhamns kyrkogård.

## Betydelse
Ricky Bruch var under många år i världseliten i både kulstötning och diskus. I den senare grenen var han åren 1969–1970, 1972–1974 och 1984 världsetta i statistiken. År 1973 valdes han till världens bäste idrottare av ett antal sportjournalister. Bruch fick inte riktigt ut sin fulla potential i de stora turneringarna/tävlingarna men presterade trots det ett brons vid OS 1972, två medaljer i EM (silver 1969 och brons 1974) samt brons vid inomhus-EM 1971.
I Sverige var han länge i en klass för sig i diskus. Åren 1967–1983 vann han sammanlagt elva SM-guld i grenen. Hans karriär i kula var något kortare, men 1970 och 1972 vann han SM, och 1973 slog han det svenska rekordet. Senare slog han även svenska rekord i styrkelyft. Bruch deltog åren 1966–1984 i 40 A-landskamper i friidrott.
Bruchs free spirit/självständighet gjorde honom både känd och kontroversiell. Han var en av sin tids mest färgstarka svenska idrottare. Senare erkände han att han under idrottskarriären systematiskt dopat sig (vilket inte var förbjudet i början av 1970-talet), bland annat med anabola steroider. Den första kontakten med dopning skulle ha skett 1969 och i form av "ryssfemmor".

## Utmärkelser
År 1970 blev Ricky Bruch utnämnd till Årets skåning.

## Idrottsresultat

### Rekordnoteringar
Diskus (noteringar i urval)
- 1968 – 60,58 m
- 1972 – 68,40 m (tangerat världsrekord fram till 1975)
- 1984 – 71,26 m (detta svenska rekord slogs inte förrän den 29 juni 2017 av Daniel Ståhl från Spårvägens FK)

Kula
- 1973 – 20,28 m (för en tid svenskt rekord)

### Större tävlingar
- OS 1968 – 8:a i diskus[10]
- OS 1972 – brons i diskus[10]
- OS 1976 – 20:e i diskus[10]
- EM 1969 – silver i diskus
- EM 1974 – brons i diskus
- SM 1967–83 – 11 guld i diskus
- SM 1970, 1972 – guld i kula

## Filmografi (urval)
- 1974 – Även änglar kan slå en rak höger
- 1978 – Dante – akta're för Hajen!
- 1978 – I skyttens tecken
- 1984 – Ronja Rövardotter
- 1985 – Själen är större än världen
- 1993 – Drömkåken

## Diskografi
Ricky Bruch spelade in en singeln "Baby Do Do" på skivmärket Playback med skivnummer PB-S 113.

### "Baby Do Do"
1. "Baby Do Do" (Heinz Gietz/Klaus Günther Neumann/Günther-Eric Thöner/Bo Göran Edling)
2. "Mej fångar ingen brud" ["Heart Of Ice"] (Barry De Vorzon/Bo Göran Edling)